# Gmina Domaniów
Die Gmina Domaniów ist eine Landgemeinde im Powiat Oławski, in der Woiwodschaft Niederschlesien im südwestlichen Teil Polens. Gemeindesitz ist das Dorf Domaniów (deutsch Thomaskirch).

## Geschichte
Bis 1945 war Thomaskirch eine Gemeinde im Landkreis Ohlau, Regierungsbezirk Breslau der Provinz Schlesien.

## Gemeinde
Die Landgemeinde Domaniów gliedert sich in 21 Ortschaften mit einem Schulzenamt (sołectwo):
| - Brzezimierz (Wüstebriese) - Chwastnica (Quosnitz, 1937–1945 Quosdorf) - Danielowice (Dammelwitz) - Domaniów (Thomaskirch) - Gęsice (Gunschwitz) - Goszczyna (Gusten) - Grodzieszowice (Graduschwitz, 1936–1945 Grasau) - Janków (Jankau, 1937–1945 Grünaue) - Kończyce (Kontschwitz, 1936–1945 Hohenlinde) - Kuchary (Kochern) - Kurzątkowice (Chursangwitz) | - Pełczyce (Peltschütz) - Piskorzów (Groß Peiskerau) - Piskorzówek (Klein Peiskerau) - Polwica (Polwitz) - Radłowice (Radlowitz, 1937–1945 Radwaldau) - Radoszkowice (Raduschkowitz, 1936–1945 Freudenfeld) - Skrzypnik (Runzen) - Swojków (Schwoika, 1937–1945 Silingental) - Wierzbno (Würben) - Wyszkowice (Weisdorf) |

Weitere Ortschaften sind: Domaniówek (Neu Thomaskirch), Gostkowice (Eulendorf), Kuny (Kunert) und Teodorów (Theuderau).